# Le Carrefour des innocents
 (mai 2018).
Pour plus de détails, voir Fiche technique et Distribution.
Le Carrefour des innocents (Lost Angels) est un film dramatique américain réalisé par Hugh Hudson et sorti en 1989. Le film, dont le scénario est signé par Michael Weller, met en vedette Donald Sutherland et Adam Horovitz du groupe Beastie Boys. Œuvre du cinéma indépendant, le film est tourné dans les environs de San Antonio, Texas, ville censée représenter Los Angeles. Le film, sélectionné en compétition officielle, est projeté au Festival de Cannes 1989.

## Synopsis
Tim Doolan, un jeune délinquant, est envoyé en pension après une altercation avec la police, pendant que sa mère et son nouveau mari partent en voyage de noces en Chine. À l'hôpital, il rencontre le docteur Charles Loftis, un homme qui va l'aider à remonter la pente.

## Fiche technique
- Titre : Lost Angels
- Titre français : Le Carrefour des innocents
- Réalisation : Hugh Hudson
- Scénario : Michael Weller
- Photographie : Juan Ruiz Anchía
- Montage : David Gladwell
- Musique : Philippe Sarde
- Direction artistique : Alex Tavoularis
- Costumes : Judianna Makovsky
- Production : Thomas Baer et Howard Rosenman (en)
- Société de distribution : Orion Pictures
- Genre : drame
- Langue : anglais
- Durée : 116 minutes
- Date de sortie :
  - États-Unis : 5 mai 1989
  - France : 19 juin 1991

## Distribution
- Donald Sutherland (VF : Bernard Tiphaine) : Dr Charles Loftis
- Adam Horovitz (VF : Christian Bénard) : Tim 'Chino' Doolan
- Amy Locane (VF : Nathaniele Esther) : Cheryl Anderson
- Don Bloomfield (VF : Nicolas Marié) : Andy 'Natas' Doolan
- Celia Weston (VF : Monique Thierry) : Felicia Doolan Marks
- Graham Beckel (VF : Jean-Luc Kayser) : Richard Doolan
- Patricia Richardson : la mère de Cheryl
- Ron Frazier : Barton Marks
- Joe D'Angerio : Sweeney
- William O'Leary : Link
- Kevin Corrigan : Gata
- Gary Riley (en) : Spooky
- Michael Cunningham : D.A.B. Kid
- Leonard Porter Salazar : Paco
- Jonathan Del Arco : Angel
- Eddie Hernandez : 10 St. Boy
- Celia Newman (en) : Paco's Girl "Maria"
- David Herman : Carlo
- Max Perlich : Frankie
- Nina Siemaszko : Merilee
- Kevin Tighe (VF : Vincent Grass) : Dr Gaeyl
- John C. McGinley (VF : Joël Martineau) : Dr Farmer
- Gino De Mauro (VF : Marc Lesser) : Barry
- Shana O'Neil (VF : Séverine Morisot) : Jenny
- Dana Behr : Anita
- Mary Greening : Mary
- Jane Hallaren : Grace Willig
- Peter Maloney : Dr Peter Ames
- Frances Fisher (VF : Sylvie Moreau (actrice française)) : Judith Loftis
- Lee Wilkof (VF : Jacques Brunet) : Ted Bingham
- James N. Harrell : Shelby
- Jack Gold : le juge
- Keone Young : attorney Victor Eng
- Park Overall (en) : la petite amie de Richard Doolan
- Fredric Arnold : attorney Fred Shay
- Sharmon Anciola : la fille de Charles Loftis